# گزکه
شهر گزکه در ایالت نوردراین-وستفالن در کشور آلمان واقع شده‌است.